# Dampfschifffahrts-Gesellschaft „Neptun“
Die Dampfschifffahrts-Gesellschaft „Neptun“, kurz meist D. G. „Neptun“, auch Neptun Linie genannt, war eine von 1873 bis 1974 bestehende Reederei in Bremen.

## Geschichte

Flagge der D. G. „Neptun“

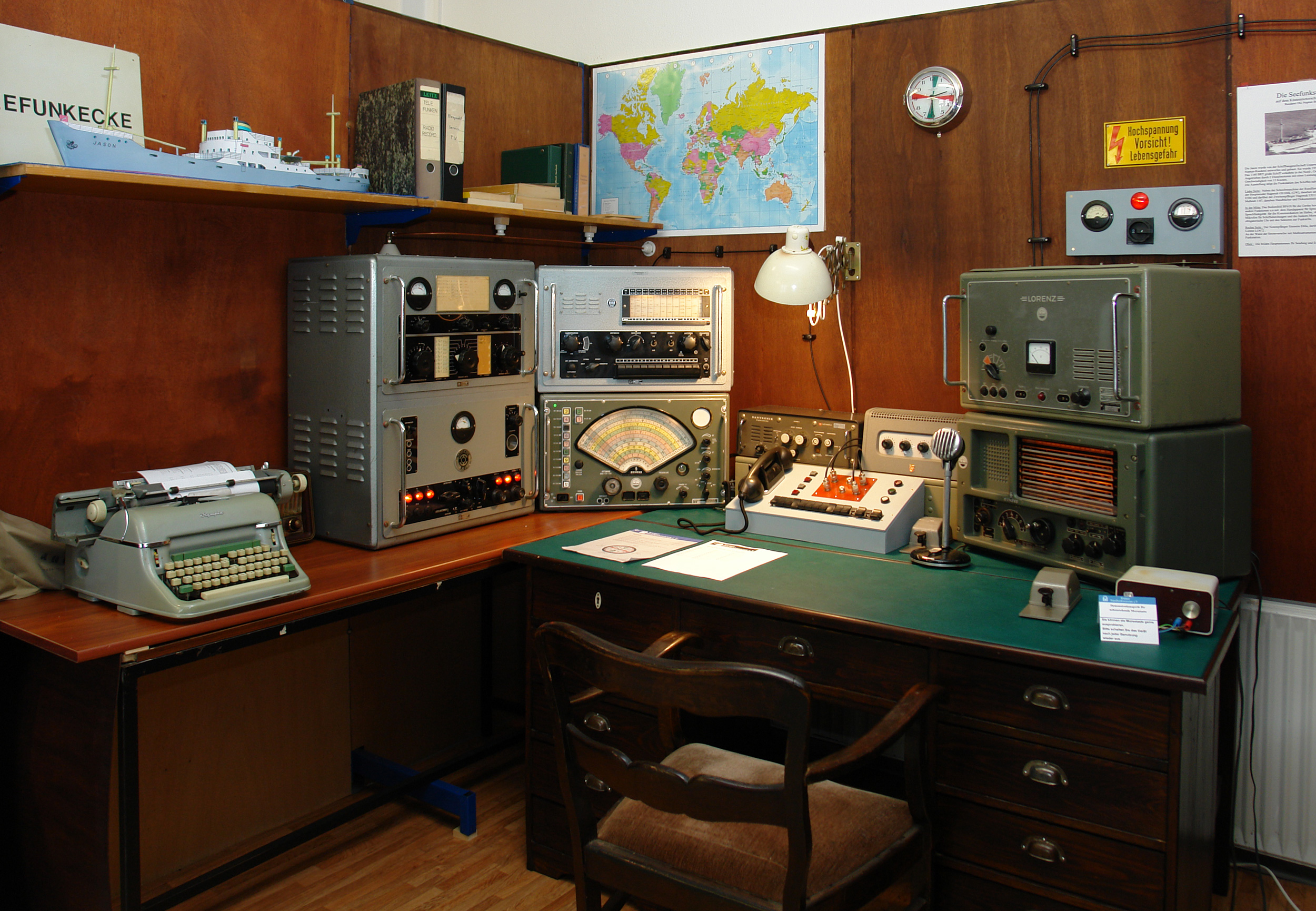
Seefunkstation des Küstenmotorschiffs „Jason“ im Bremer Rundfunkmuseum

Aktie über 1000 RM der Dampfschifffahrts-Gesellschaft „Neptun“ vom November 1940

Gegründet wurde das Unternehmen am 1. April 1873 von Johann Hermann Niemann und anderen Bremer Kaufleuten, die schon seit 1869 eine Partenreederei mit drei Schiffen im Skandinavienhandel betrieben hatten. In den Jahren 1870/71 fuhren diese drei Schiffe aufgrund des Deutsch-Französischen Kriegs unter schwedischer Flagge, woran später noch die Schornsteinfarben blau und gelb erinnerten.
Nach der Gründung der Dampfschifffahrts-Gesellschaft „Neptun“ wurden das Fahrtgebiet mit zunächst sechs Schiffen erheblich ausgeweitet. Neben Liniendiensten von den deutschen Ostseehäfen in alle Teile der Ostsee wurden ab 1875 auch Rotterdam und Amsterdam, bald auch Belgien angefahren. 1877 nahm man einen Bremen–Hamburg-Dienst auf und weitete den Fahrtbereich zügig auf die Häfen der iberischen Halbinsel aus. Bis zum Ersten Weltkrieg war die Flotte auf 76 Frachtdampfer mit von 78.000 Tonnen Tragfähigkeit angewachsen. Im Verlauf des Krieges operierte die Reederei ausschließlich in der Ostsee, wobei rund 20 Schiffe der Gesellschaft (andere Quelle: etwa jedes zweite Schiff) verlorengingen.
Ab 1920 begann die Reederei wieder mit dem Aufbau großer Teile der Dienste ihres alten Fahrtgebiets. Die eingesetzte Tonnage wurde erneut aufgebaut, wobei man 1925 mit der Gauss das erste Motorschiff in Dienst stellte. Von 1925 bis 1953 war Franz Stickan alleiniger Vorstandsvorsitzender und damit Leiter der Reederei. In den Jahren des Spanischen Bürgerkriegs (1936–1939) wurde der Liniendienst nach Spanien unterbrochen. Zu Beginn des Zweiten Weltkriegs verfügte die „Neptun“ wieder über 71 Schiffe, was in den ersten Kriegsjahren sogar noch auf 87 Schiffe mit einer Tragfähigkeit von 149.000 Tonnen ausgebaut werden konnte. Die Kriegsjahre von 1939 bis 1945 verringerten den Flottenbestand danach auf nur noch 16 Schiffe mit 14.000 Tonnen Tragfähigkeit (andere Quelle: 13 Schiffe).
In den Nachkriegsjahren ab etwa 1948 begann die D. G. „Neptun“ wieder Liniendienste aufzubauen. Angefangen mit dem Bremen–Westschweden-Dienst, verlagerte sich der Schwerpunkt der Liniendienste in diesen Jahren von Skandinavien weiter nach Belgien/Holland, Spanien/Portugal, da durch die veränderte Verteilung der Ostseehäfen ein bedeutender Teil des dortigen Handels entfiel. Schon 1950 hatte die „Neptun“ den wesentlichen Teil der Vorkriegsdienste wieder aufgebaut und konnte mit dem Motorschiff Libelle den ersten Nachkriegsneubau in Fahrt setzen.
Nachdem die Aktienmehrheit lange beim Norddeutschen Lloyd gelegen war, übernahm die Hamburger Reederei Rob. M. Sloman 1973 erst rund 75 Prozent der Anteile und gliederte sie 1974, nach dem Erwerb der restlichen Anteile, komplett in ihre Gruppe als Sloman Neptun Schiffahrts-AG mit ein. Diese Reederei hat ihren Hauptsitz in Bremen.

## Gebäude der Neptun-Reederei
Das Verwaltungsgebäude der Neptun in der Bremer Altstadt wurde 1869 im Stil des Klassizismus zwischen Langenstraße 52/54 und Schlachte an der Kranpforte gebaut. Es steht als Einzeldenkmal unter bremischen Denkmalschutz. Neptun hat 1957 das 1955/56 erbaute Nachbargebäude Schlachte 30A / Langenstraße 56 zusätzlich übernommen. Das Gebäude ist als Bestandteil geschützt. Beide Objekte gehören zum Ensemble Schlachte und stehen seit 1973 unter Denkmalschutz.